# Fårnos
Fårnos är en äppelsort av okänt ursprung. Äpplets skal är av en grön och röd färg, och köttet på detta äpple är saftigt. Äpplet mognar i skiftet oktober-november, och kan därefter lagras omkring en månad. I Sverige odlas Fårnos gynnsammast i zon 1.